# 今剛
今 剛（こん つよし、1958年2月23日 - ）は、北海道釧路市出身の日本のギタリスト。アニメ監督・漫画家の今敏は実弟。

## 人物
1970年代末から80年代にかけての日本のフュージョン黎明期に、PANTAの結成したPANTA&HALや実力派ミュージシャンの集まったスーパーグループPARACHUTEで脚光を浴びたギタリストとして知られた。
その後、その卓越したテクニックと鋭い感性により、スタジオ・ミュージシャンとして日本歌謡音楽界のあらゆるジャンルのアーティストから信頼されるギタリストとなった。井上陽水、矢沢永吉、西城秀樹、宇多田ヒカル、角松敏生、福山雅治など、数多くのアーティストのツアー及びレコーデイングに参加しており、寺尾聰の「ルビーの指環」や宇多田ヒカルの「Automatic」といった国民的ヒット曲を演奏。その後も日本の音楽シーンを支えるセッション・ミュージシャンとして活躍している。中でも井上陽水や宇多田ヒカル、福山雅治のステージには欠かせない存在である。
ギターの他、スティール・ギターの名手でもあり、さらにベース、マンドリン、ウクレレなどの楽器の演奏技術にも秀でている。
アルバム「2nd ALBUM」内の収録作品「From Into the Grey Sky」で第16回日本プロ音楽録音賞ベストパフォーマー賞を受賞している。

## 来歴
ザ・ベンチャーズの影響を受け、小学校5年生からギターを始める。
15歳の時プロを目指し上京。
1977年、18歳でパンタ&HALでデビュー。同時にスタジオミュージシャンとしての活動も開始。
1979年、林立夫や松原正樹らとともにPARACHUTEを結成。
1980年、1枚目のソロアルバム『STUDIO CAT』を発表。
2009年、2枚目のソロアルバム『2nd ALBUM』を発表。
2010年、中学の後輩で、一時期classに加入していた岡崎公聡がボーカルを務めるBattle Cryを結成。
2011年、福山雅治のサポートメンバーで井山大今を結成。

## 参加グループ
- PANTA&HAL (1977 - 1979)
  - 元頭脳警察のPANTAがソロ活動を経て結成したバンド。
- PARACHUTE (1979 - 1982)
  - 林立夫、斎藤ノブ、マイク・ダン、松原正樹、今剛、安藤芳彦、小林泉美、井上鑑によるバンド。和製フュージョンバンドの草分け的存在[5]。
- Akira Inoue & Unit 451°F (1984)
  - 井上鑑の映画『ウインディ Windy Story』のサウンドトラック制作に参加したメンバーによるグループ。
- Aragon (1985)
  - 今剛 (g)、林立夫 (ds)、難波正司 (key)、浦田恵司 (synth)、西松一博 (vo)によるグループ。
- NOBU CAINE (1990)
  - パーカッション奏者の斎藤ノヴをリーダーとするバンド。
- 井上鑑 Acoustic Meeting (1991)
  - メンバーは井上鑑 (Keyboards)、松原正樹 (Guitars)、高水健司 (Bass)、今剛 (A.Guitars, Mandolin)。
- 桃姫BAND (1992 - 1994)
  - 桃姫（シンガーソングライターの尾崎亜美の別名）がボーカルを務めるバンド。
- Battle Cry, class with Battle Cry (2010 - )
  - ko (岡崎公聡、Vocal)、今剛 (Guitar)、小島良喜 (Keyboards)、松原秀樹 (Bass)、長谷川浩二(Drums)、susumu-k (Guitar＆Chorus)によるグループ。
- 井山大今（いのやまだいこん、2011 - )
  - 井上鑑 (key)、山木秀夫 (ds)、髙水"大仏"健司 (b)、今剛 (g)によるグループ。福山雅治の作品作りやライヴの中核としても活動[9]。

## サポートワーク

### ライブ、レコーディングでギタリストを務めたアーティスト
- ASKA
- ATSUSHI（EXILE）
- 絢香
- 五十嵐浩晃
- 石川優子
- 伊勢正三
- 市原ひかり
- 稲垣潤一
- 井上鑑
- 井上陽水
- 今井美樹
- 岩崎宏美
- うしろ髪ひかれ隊
- 宇多田ヒカル
- 鬼束ちひろ
- 尾崎亜美
- 甲斐バンド
- 笠原弘子
- 角松敏生
- かまやつひろし
- 河合その子
- 河内淳一
- 川江美奈子
- 河村隆一
- KAN
- 吉川晃司
- 喜納昌吉
- class
- 倖田來未
- 小松康伸
- 西城秀樹
- 酒井ミキオ
- 崎谷健次郎
- さだまさし
- 佐藤竹善
- 佐藤博
- SunSet Swish
- スキマスイッチ
- SMAP
- Sowelu
- Soulja
- 田原俊彦
- CHAGE and ASKA
- 寺尾聰
- 徳永英明
- 中島美嘉
- 中島みゆき
- 中原めいこ
- 葉加瀬太郎
- 原田徳子
- hiro
- 福井舞
- 福山雅治
- 古内東子
- 布袋寅泰
- 本田美奈子.
- 堀江由衣
- 松田聖子
- 松任谷由実
- 松原正樹
- 水谷豊
- mink
- 持田香織
- 矢沢永吉
- 泰葉
- 山本達彦
- YUI
- 吉田兄弟
- 渡辺美里
- Olivia Newton John
- BORO

### その他
- 映画『ヱヴァンゲリヲン新劇場版:破』劇伴
- 「platinum」（ジュエリー・ブランド「Cafe Ring」とのコラボレーションCD）

## ソロ作品

### 教則DVD
- 『今剛 スタジオ・ライヴ＆ギター・インストラクション』（2013年、アトス・インターナショナル）